# TKC
株式会社TKC（テイケイシイ、英: TKC Corporation）は、栃木県宇都宮市に本社を置く会計事務所、税理士事務所や地方公共団体などに対して情報サービスを提供する企業である。

## 概要
1966年（昭和41年）10月、栃木県鹿沼市で会計事務務所を開業していた公認会計士・税理士の飯塚毅により、事業の目的を「会計事務所の職域防衛と運命打開」「地方公共団体の行政効率の向上による住民福祉の増進」とする、会計事務所と地方公共団体に専門特化した計算センターとして栃木県宇都宮市に設立された。設立当時の正式名称は栃木県計算センター。1972年（昭和47年）11月に商号を「栃木県」のT、「計算」のK、「Center」のCをとりテイケイシイに変更。その後、1986年（昭和61年）12月にアルファベットのTKCとする。
社是は「自利利他」（自利トハ利他ヲイフ）。
1987年（昭和62年）7月に東証2部に株式を上場し、1996年（平成8年）3月に東証1部へ指定替え。
栃木本社と東京本社の2本社制を採るが、登記上の本店やシステムの開発拠点も栃木県宇都宮市にある。

## 事業
事業は会計事務所とその顧客向け事業、地方公共団体向けの事業の2つに大別される。
会計事務所事業部では、全国で56都市に設置するSCGサービスセンターと7都市に設置する統合情報センターを拠点として、会計事務所とその顧客企業へ財務会計などのシステムおよび情報処理サービスを提供するほか、弁護士事務所や法科大学院などに法律情報データベースを提供するデータベース事業、上場会社等へ連結会計、連結納税などのシステムを提供している。
当社の顧客である税理士・公認会計士が1971年（昭和46年）にTKC全国会を結成。このTKC全国会の活動と連携した事業活動に特徴を持つ。2024年12月末現在、TKCシステム利用による法人税の申告処理社数（年間）は63万社を突破。日本の法人申告社数約317万社のうち20%が、TKCシステムを通じて税務申告を行っていることになる。
一方、地方公共団体事業部では、全国で14都市に設置する営業所を拠点として市町村の税務や住民基本台帳に係る基幹業務をはじめとする各種業務システムのほか、住民向けサービスを提供している。現在、全国の市区町村むけに「TASKクラウドサービス」を提供しており、これを利用する市区町村は1,140団体を超える。2024年12月には、栃木県真岡市で自治体システム標準仕様に対応した基幹業務システムが稼動。2025年1月には、埼玉県美里町でも標準仕様に対応したシステムの運用を開始する予定である。また、住民向けのオンライン申請システムの開発・提供にも注力しており、政令市はじめ全国の市区町村で導入が相次いでいる。なお、地方公共団体事業部にはTKC全国会のような顧客団体は存在しないが、大きな制度の改正等により市町村の業務が変更となる場合には市町村で組織されるシステム研究会などにより業務プロセスや実務に関する情報交換などが行われる。
なお、会計事務所とその関与先企業、地方公共団体、中堅・大企業などが安全かつ安心なICT環境でクラウドサービスを利用し、万一の事態にも業務を維持・継続させることができるよう、TKCインターネット・サービスセンター（TISC）を運営している。

## TKC全国会
TKC全国会は1971年（昭和46年）に当社の顧客である公認会計士や税理士により結成された。基本理念をTKCと同じ「自利利他」とし、その事業目的として「租税正義の実現」「税理士業務の完璧な履行」「中小企業の存続・発展の支援」「TKC会員事務所の経営基盤の強化」「TKCシステムの徹底活用」「会員相互の啓発、互助および親睦」の6つを掲げて活動している。
TKC全国会は、税理士・公認会計士約1万1400名が組織する日本最大級の職業会計人集団である。
主な活動内容としては、「会計で会社を強くする」をキャッチフレーズとして掲げ、毎月、関与先企業を訪問し月次巡回監査と経営助言を実施。こうして関与先企業の月次決算体制を構築することにより、黒字決算と適正申告の実現を目指している。当社の発表によると、2023年における黒字企業の割合は57.2%に達している。
TKC全国会が発行する「TKC経営指標（BAST）」は、会員（税理士・公認会計士）が関与する中小企業の経営成績と財政状態を分析したもの。TKC会員が毎月継続して実施した巡回監査と月次決算により作成された会計帳簿を基礎とし、そこから誘導された信頼性の高い決算書（貸借対照表および損益計算書）を収録データとしている。 これだけの精度と速報性を持つ中小企業の経営指標は、世界にも類例がなく、金融機関等から高く評価されている。令和6年版（2023年1～12月確定決算）の収録法人数は25万8,452社、分析対象は1,190業種。優良企業、黒字企業、欠損企業などの平均値を業種別、規模別、地域別に確認できることが特徴である。
2021年5月より新たに「TKC月次指標（月次BAST）」を提供開始した。これは、TKC会員（税理士・公認会計士）が関与する中小企業25万社超の最新の「月次決算データ」を基にした統計資料。あらゆる業種の業況を年商規模別・都道府県別にタイムリーに把握できるのが特徴。これまでも中小企業の景況感を表す統計数値が他の機関で公表されていたが、そのほとんどは、「確定決算の数値」が基になっており、またそのデータ収集方法はアンケート調査によるものであった。

### TKC全国会の提携・協定企業
関連企業
- 一般社団法人TKC企業共済会
- 株式会社TKC出版

提携企業
- 大同生命保険株式会社
- 株式会社三菱UFJ銀行
- 東京海上日動火災保険株式会社
- あいおいニッセイ同和損害保険株式会社
- 損害保険ジャパン株式会社
- SMBC日興証券株式会社
- 三菱UFJモルガン・スタンレー証券株式会社
- 三菱UFJ信託銀行株式会社

協定企業
- 積水ハウス株式会社
- 大和ハウス工業株式会社

## 沿革
- 1966年（昭和41年）10月 - 株式会社栃木県計算センター設立。英文名で「Tochigi Keisan Center」と名乗った。
- 1971年（昭和46年）8月 - TKC全国会を結成。
- 1972年（昭和47年）11月 - 登記社名を株式会社テイケイシイに変更。
- 1978年（昭和53年）1月 - 宇都宮市にTKCシステム開発研究所を開設。
- 1980年（昭和55年）7月 -「TASK80住民情報システム」完成。
- 1984年（昭和59年）10月- TKC税務研究所を開設。
- 1986年（昭和61年）12月 - 定款上の商号を株式会社TKCに変更。
- 1987年（昭和62年）7月 - 東京証券取引所2部上場。
- 1988年（昭和63年）4月 - 国民健康保険団体連合会業務処理開始。
- 1996年（平成8年）
  - 1月 - 「戸籍システム」に関し、富士通と業務提携。
  - 3月 - 東京証券取引所1部指定替え。
- 2003年（平成15年）10月 - TKCインターネットサービスセンター（データセンター）を開設。
- 2011年（平成23年）
  - 2月 -「刑事事件量刑データベース」の提供を開始。
  - 4月 - 地方公共団体事業部門、クラウドサービスを営業支援に活用開始。
- 2016年（平成28年）4月 - フィンテックサービスの共同研究で常陽銀行と提携[7]。
- 2017年（平成29年）10月 - TKCカスタマーサポートサービス株式会社を設立。
- 2018年（平成30年）10月 - 東京ラインプリンタ印刷株式会社が商号を株式会社TLPに変更。
- 2019年（平成31年）3月 - JIIMAから「電子帳簿ソフト法的要件認証制度」の第1号認証を取得。
- 2019年（令和元年）9月 - 株式会社TKC出版を完全子会社化。
- 2020年（令和2年）
  - 3月 - 株式会社TLPを完全子会社化
  - 6月 - フィンテックサービス（マネーツリー）である銀行データ受信機能が、全国の金融機関とAPI連携を開始し、銀行・信用金庫の99%超とデータ連携契約を締結。
  - 8月 - オンライン上で行政手続きを完結する「TASKクラウド スマート申請システム」の提供を開始。
  - 9月 - 中小企業の「財務経営力」と「資金調達力」の強化を支援する「FXクラウドシリーズ」の提供を開始。
- 2021年（令和3年）
  - 3月 - 市区町村における円滑なワクチン接種と業務効率化を支援する「新型コロナワクチン接種予約・受付システム」の提供を開始。
  - 5月 - 25万社超の月次決算データを基にした統計資料「TKC月次指標（月次BAST）」の提供を開始。
  - 6月 - TKCインターネットサービスセンターがITサービスの品質管理のための認証規格「ISO/IEC 20000」を取得。
- 2022年（令和4年） 8月 - デジタル庁から「ペポルサービスプロバイダー」に認定
- 2024年（令和6年）12月 - 自治体システム標準仕様準拠版「TASKクラウドサービス」が栃木県真岡市で先行稼働

## 関係会社
連結子会社
- 株式会社TLP（100%出資）
- TKC保安サービス株式会社（100%出資）
- 株式会社スカイコム（100%出資）
- TKCカスタマーサポートサービス株式会社（100%出資）
- 株式会社TKC出版（100%出資）

持分法適用関連会社
- アイ・モバイル株式会社（30.0%出資）

## 社会貢献活動
- 公益財団法人飯塚毅育英会
- 公益財団法人租税資料館
- とちぎICTイノベーションチャレンジ「キッズプログラミングスクール」

## 主なスポーツ協賛
- H.C栃木日光アイスバックス
- 栃木サッカークラブ
- いちご一会とちぎ国体（第77回国民体育大会）

## 災害の被害と対応
東日本大震災では震災直後に100団体の被害状況を調査し、特に被害の大きい30団体への緊急支援を行った。
2016年の熊本地震による被害は熊本県内にある事務所の天井や壁の一部が崩れるなどがあったが、従業員への被害はなかった。19日から復旧活動を開始し、建物が半壊した取引先へ見舞金を届けるなどの活動を行った。
2019年に発生した台風19号により、建物や自宅が浸水するなどの被害にあったTKC会員事務所やTKC社員に見舞金を届けると共に、災害救助法の適用を受けた栃木県などの地方公共団体に義援金を贈呈するなどの支援活動を行った。
2020年2月、火災で焼失した首里城の復興支援として株式会社TKCから1000万円、飯塚真玄名誉会長個人から1000万円の計2000万円を寄付した。
2020年4月、新型コロナウイルス感染症による医療崩壊の防止に向け、栃木県に対する義援金として、当社から3億円、飯塚真玄名誉会長、並びに飯塚るな子（創業者夫人）から、それぞれ個人として1億円（計2億円）、計5億円を寄付した。
2021年8月、新型コロナウイルス感染症対策に高い使命感で対応されている医療従事者への支援と、栃木県の中小企業を応援するため、総額5億円（栃木県に対する義援金として3億円、約130市町村の顧客団体への義援金として2億円）を寄付した。

## 主なスポンサー番組（終了番組も含む）
- 提供クレジットは「TKC全国会」と表示。

テレビ
- JNN報道特集 → 報道特集NEXT　（TBS）
- 報道2001 → 新報道2001　（フジテレビ）
- サンデープロジェクト → サンデーフロントライン → 報道ステーションSUNDAY　（テレビ朝日）
- ZIP!　（6時代前半スポンサー）　（山梨放送）
- 日経スペシャル ガイアの夜明け　（テレビ東京）
- 日経スペシャル カンブリア宮殿　（テレビ東京）
- 和風総本家（テレビ東京）
- この日本人がスゴイらしい。 Brand New Japan（テレビ東京）
- 世界を変える100人の日本人! JAPAN☆ALLSTARS（テレビ東京）
- BSフジLIVE プライムニュース （BSフジ）
- AKTスーパーニュース（秋田テレビ）（土曜日のみ）
- みのもんたの朝ズバッ!（テレビ山梨）（月曜日）
- 日経プラス10　（BSジャパン）
- ―ドキュメントー 戦略経営者（BSイレブン）

ラジオ
- 生島ヒロシのおはよう一直線　（6時台、TBSラジオ・JRN系全国ネット） - パーソナリティの生島ヒロシが当社CMに出演。